# Guide Rock
Guide Rock ist ein Ort im Webster County im US-Bundesstaat Nebraska.

## Demografie
Laut dem United States Census 2000 hat Guide Rock 245 Einwohner, davon 121 Männer und 124 Frauen.

## Lage
Guide Rock liegt im Südosten des Webster Countys in Nebraska an der Nebraska State Route 78. Der U.S. Highway 136 führt ca. zwei Kilometer nördlich am Ort vorbei. Der Republican River fließt im Süden.

## Geschichte
Guide Rock war am 19. April 1870 die erste Siedlung im Webster County. Seinen Namen erhielt es von einem Felsen der als Orientierungshilfe (engl: guide) diente. Die erste Postfiliale wurde 1870, die erste Schule am 1. Mai 1870 eingeweiht. Der Ort entwickelte sich zur 1880 ankommenden Burlington and Missouri River Railroad hin. 1883 wurde Guide Rock offiziell als Ort eingetragen. Mit The Guide Rock Signal wurde im selben Jahr die erste Wochenzeitung gegründet. Da nach wie vor die Landwirtschaft eine große Rolle spielt, wurde schon im Jahre 1892 das erste Getreide verarbeitende Unternehmen gegründet. 1915 folgte die Farmers′ Union.